# Pentax K-3 II
«Pentax К-3 II» (яп. ペンタックスK-3 II) — цифровой зеркальный фотоаппарат марки «Пентакс», дальнейшее развитие модели K-3. Первый в мире фотоаппарат с функцией сдвига матрицы (англ. Pixel Shift Resolution) с целью получения истинного цветного изображения для каждого пикселя.
Помимо функции Pixel Shift Resolution новая модель отличается от К-3 наличием встроенного GPS-приёмника, отсутствием встроенной вспышки и усовершенствованной системой стабилизации с эффективностью 4,5 ступени экспозиции по методике CIPA.
Фотоаппарат представлен 22 апреля 2015 года. Поступил в продажу 28 мая 2015 года, стоимость в США составила 1097 долларов, однако примерно через месяц снизилась до 935 долларов.

## Отличия от К-3
- Технология Pixel Shift Resolution, использующая сдвиг матрицы для четырёхкратной фиксации каждого элемента изображения.
- Наличие встроенного GPS-приёмника с логом перемещений и цифровым компасом.
- Отсутствие встроенной вспышки.
- Улучшенный алгоритм работы системы стабилизации с эффективностью 4,5 ступеней (по методике CIPA), по сравнению с 3,5 ступенями у К-3.
- Улучшенный алгоритм работы модуля автофокусировки, обеспечивающий более быструю фокусировку объектов, движущихся к фотоаппарату или от него.
- Новый гироскопический датчик и функция автоматического обнаружения горизонтальной проводки.

## Pentax K-3 II Silver Edition
С 10 марта 2016 года в продажу поступает серебристая версия фотоаппарата, получившая название Pentax K-3 II Silver Edition. Ограниченная партия будет произведена тиражом 500 экземпляров. Представленная 22 февраля версия посвящена 80-летию компании «Рико», которая в настоящее время выпускает фототехнику под маркой «Пентакс».
Стоимость в США установлена на уровне 1000 долларов и равна стоимости обычной версии на сайте Ricoh USA, но примерно на 270 долларов выше цены K-II в магазинах.

## Конкуренты
Наиболее близкими по характеристикам конкурентами «Пентакса-К-3 II» являются:
- Nikon D7200 (2015);
- Canon EOS 7D Mark II (2014);
- Sony SLT-A77 II (2014).

Помимо зеркальных фотоаппаратов, схожими возможностями обладают беззеркальные фотоаппараты:
- Samsung NX-1 (2014);
- Olympus OM-D E-M5 II (2015).

## Известные проблемы с фотоаппаратом
В некоторых ситуациях фотоаппарат не выключается, даже если выключатель находится в позиции Off. Компания предложила бесплатный ремонт для экземпляров, подверженных проблеме.